# Film de guerre

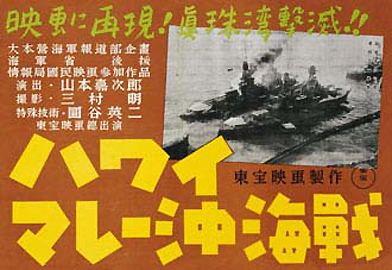
Affiche du film japonais, sorti en 1942

Un film de guerre est un film traitant le thème de la guerre, en s'attardant généralement sur un conflit armé qu'il soit naval, aérien ou terrestre. 
Les thèmes explorés incluent le combat, la survie et l'évasion, la camaraderie entre soldats, le sacrifice, la futilité et l'inhumanité des batailles, les effets de la guerre sur la société et les problèmes moraux et humains soulevés par les conflits. 
Les sujets touchés peuvent être historiques, relevant de la fiction ou de la biographie. Le ton de ce genre de film peut être antiguerres, comiques, de propagande ou documentaires. 

## Définition
Le film de guerre se définit comme un film qui, cœur du drame de la guerre, montre des scènes de combat,. Stephen Neale dans son ouvrage War Films. Genre and Hollywood associe le genre principalement aux conflits du XXe siècle mais note que les films sur la guerre de Sécession ou les guerres indiennes étaient déjà appelé films de guerre en leur temps.
Le réalisateur Samuel Fuller a défini le genre de la manière suivante : « l'objectif d'un film de guerre, peu importe à quel point il est personnel ou émouvant, est de faire ressentir au spectateur la guerre ».
La spécialiste du cinéma Kathryn Kane rapproche le genre de celui du western par les oppositions qui y sont montrées : guerre et paix, civilisation et sauvagerie, bien et mal.

## Critique
Le réalisateur François Truffaut s'est demandé s'il était réellement possible de faire un film de guerre qui soit anti-guerre. Alors qu'il souhaite faire un film sur la guerre d'Algérie, il renonce car « montrer quelque chose, c'est l'anoblir ». Dans une interview au Chicago Tribune, il déclare : « Je trouve que la violence est très ambiguë dans les films. Par exemple, certains films prétendent être anti-guerre, mais je ne pense pas avoir vraiment vu de film anti-guerre. Chaque film sur la guerre finit par être pro-guerre ».

## Exemples
Parmi les films de guerre les plus notables, on peut citer À l'Ouest, rien de nouveau (1930), La Grande Illusion (1937), Feux dans la plaine (1959), Le Jour le plus long (1962), La Bataille d'Alger (1966), Apocalypse Now (1979), Full Metal Jacket (1987), Il faut sauver le soldat Ryan (1998) ou encore 1917 (2019). 

### Anglophone
- (en) Kathryn R. Kane, Visions of War : Hollywood Combat Films of World War II, UMI Research, 1982, 200 p. (ISBN 0-835-71286-9)
- (en) Stephen Neale, War Films, Psychology Press, 2000, 117–124 p. (ISBN 978-0-415-02606-2, lire en ligne)
- Edward Dolan (trad. de l'anglais par Michèle Delagneau), Hollywood s'en va-t-en guerre [« Hollywood goes to war »], Paris, Éditions Atlas, 1986, 176 p. (ISBN 978-2-731-20525-1)

### Franchophone
- Pierre Tchernia et Jean-Claude Romer, 80 grands succès : les films de guerre, Paris, Casterman, 1989, 93 p. (ISBN 978-2-203-29810-1).
- Pierre Gabaston, "La 317e section", film de guerre, ou, La longue marche des hommes : essai, Paris, France, L'Harmattan, coll. « De visu », 2005, 132 p. (ISBN 978-2-747-58521-7, lire en ligne).
- Patrick Brion (préf. François Cochet), Le cinéma et la guerre de 14-18, Paris, Riveneuve, coll. « Cinéma », 2013, 223 p. (ISBN 978-2-360-13195-2).
- Laurent Véray, La Grande Guerre au cinéma de la gloire à la mémoire, Paris, Ramsay, coll. « cinéma », 2008, 230 p. (ISBN 978-2-841-14992-6).
- Karl Kraus, Laurent Véray (dir.) et David Lescot (dir.), Les mises en scène de la guerre au XXe siècle théâtre et cinéma, Paris, Nouveau monde éditions, coll. « Culture-médias. », 2011, 692 p. (ISBN 978-2-847-36576-4).
- Patrick Brion, Le Cinéma de guerre : les grands classiques américains : des "Cœurs du monde" à "Platoon, Paris, Editions de la Martinière, 1996, 360 p. (ISBN 978-2-732-42262-6).
- Sébastien Denis, Le cinéma et la guerre d'Algérie la propagande à l'écran, des origines du conflit à la proclamation de l'indépendance, 1945-1962, Alger, Editions Sédia, 2013, 315 p. (ISBN 978-9-947-87260-4).
- Pascal Vennesson (dir.), Guerres et soldats au cinéma, Paris, Harmattan, coll. « Champs visuels », 2005, 302 p. (ISBN 978-2-747-58450-0, lire en ligne).
- Paul Virilio, Guerre et cinéma, Paris, Les Cahiers du cinéma, coll. « Essais », 1991, 147 p. (ISBN 978-2-866-42108-3).
- Michel Jacquet, Nuit américaine sur le Viêt-nam. Le cinéma U.S. et la "sale guerre", Anovi, 2009.
- Philippe d' Hugues (dir.) et Hervé Coutau-Bégarie (dir.), Le cinéma et la guerre, Paris, Commission française d'histoire militaire Institut de stratégie comparée, EPHE IV-Sorbonne Economica, coll. « Bibliothèque stratégique », 2006, 184 p. (ISBN 978-2-717-85107-6).
- André Muraire, Hollywood-Vietnam : la guerre du Vietnam dans le cinéma américain, mythes et réalités, Paris, M. Houdiard, 2010, 270 p. (ISBN 978-2-356-92044-7).
- Sylvie Lindeperg, Les écrans de l'ombre : la Seconde Guerre mondiale dans le cinéma français (1944-1969), Paris, CNRS Éditions, coll. « CNRS Histoire », 1997, 443 p. (ISBN 2-07-074312-8, présentation en ligne). Nouvelle édition augmentée : Sylvie Lindeperg, Les écrans de l'ombre : la Seconde Guerre mondiale dans le cinéma français (1944-1969), Paris, Éditions Points, coll. « Points histoire » (no H490), 2014, 567 p., poche (ISBN 978-2-7578-3746-7).
- Jean-Pierre Andrevon, Encyclopédie de la guerre au cinéma et à la télévision, Paris, Vendémiaire, 2018, 572 p. (ISBN 978-2-363-58304-8).